# Liste der Biografien/Ess
Liste der Biografien |
Portal Biografien |
Personensuche
# |
A |
B |
C |
D |
E |
F |
G |
H |
I |
J |
K |
L |
M |
N |
O |
P |
Q |
R |
S |
T |
U |
V |
W |
X |
Y |
Z |
?
 
Ea |
Eb |
Ec |
Ed |
Ee |
Ef |
Eg |
Eh |
Ei |
Ej |
Ek |
El |
Em |
En |
Eo |
Ep |
Eq |
Er |
Es |
Et |
Eu |
Ev |
Ew |
Ex |
Ey |
Ez
 
Esa |
Esb |
Esc |
Esd |
Ese |
Esf |
Esg |
Esh |
Esi |
Esk |
Esl |
Esm |
Esn |
Eso |
Esp |
Esq |
Esr |
Ess |
Est |
Esu |
Esw |
Esz
Die Liste der Biografien führt alle Personen auf, die in der deutschsprachigen Wikipedia einen Artikel haben. Dieses ist eine Teilliste mit 312 Einträgen von Personen, deren Namen mit den Buchstaben „Ess“ beginnt.

## Ess
- Eß, Alfred (1921–2005), österreichischer Politiker (VdU, FPÖ), Landtagsabgeordneter von Vorarlberg
- Ess, Émile (1932–1990), Schweizer Ruderer
- Ess, Erich (1929–2022), österreichischer Maler und Zeichner
- Ess, Franz Joseph (1735–1796), deutscher Porzellanbildner
- Ess, Hans van (* 1962), deutscher Sinologe und Mongolist
- Ess, Josef van (1934–2021), deutscher Islamwissenschaftler
- Eß, Karl van (1770–1824), deutscher Benediktiner und Autor
- Eß, Leander van (1772–1847), Autor einer deutschsprachigen Bibelübersetzung
- Ess, Margarete van (* 1960), deutsche Vorderasiatische Archäologin
- Ess, Martina (* 1980), österreichische Politikerin (ÖVP)
- Ess, Seppi (* 1952), österreichischer Schauspieler, Regisseur und Theaterleiter

### Essa
- Essabai, Ahmed (* 2000), libyscher Leichtathlet
- Essabar, Zakariya (* 1977), mutmaßlicher islamistischer Terrorist
- Essaghira, Najat (* 1938), ägyptische Schauspielerin und Sängerin
- Essaïdi, Sofia (* 1984), französisch-marokkanische Sängerin und SchauspielerinSofia Essaïdi (* 1984)

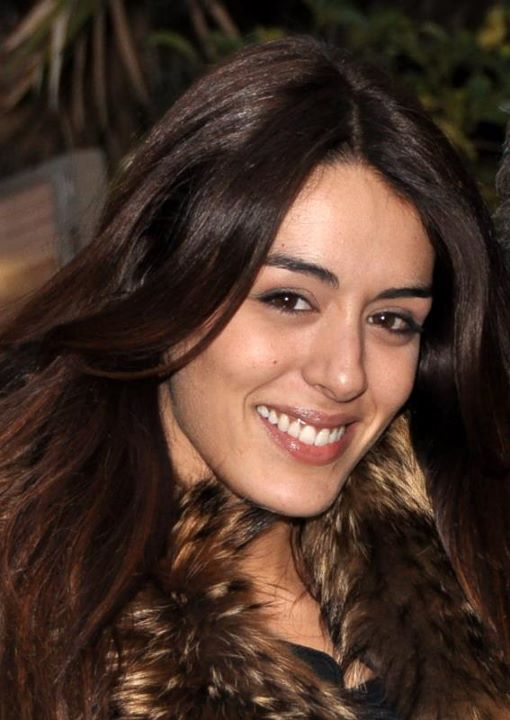
Sofia Essaïdi (* 1984)

- Essalhi, Younès (* 1993), marokkanischer Langstreckenläufer
- Essam, Mohamed (* 1994), ägyptisch-polnischer Fußballspieler
- Essam, Ramy (* 1987), ägyptischer Musiker
- Essam, Shehab (* 1995), ägyptischer Squashspieler
- Essama, André Blaise (* 1976), kamerunischer Aktivist
- Essamba, Angèle Etoundi (* 1962), kamerunisch-niederländische Fotografin
- Essame, Guy Stéphane (* 1984), kamerunischer Fußballspieler
- Essandoh, Ato (* 1972), US-amerikanischer SchauspielerAto Essandoh (* 1972)

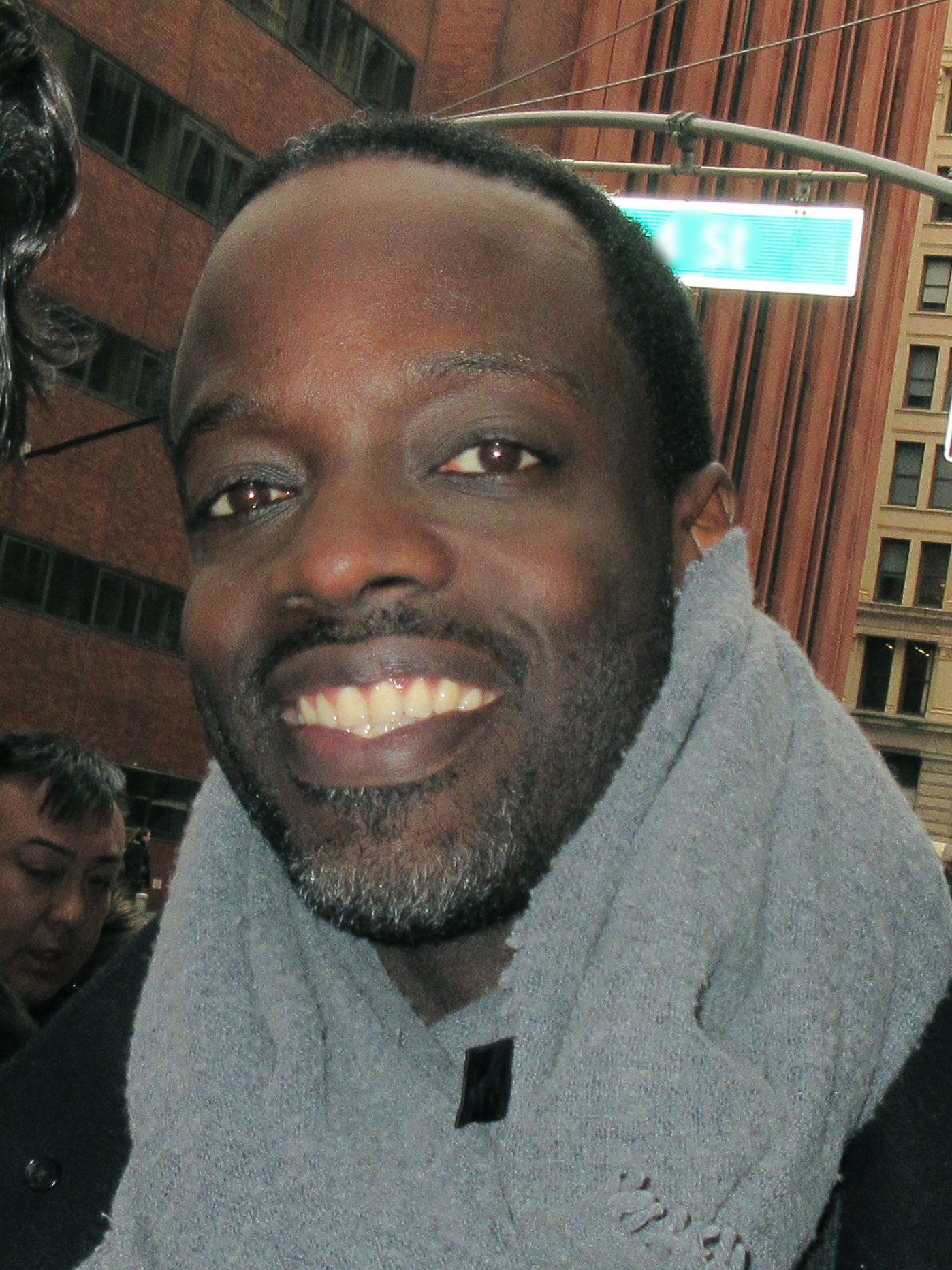
Ato Essandoh (* 1972)

- Essandoh, Roy (* 1976), nordirischer Fußballspieler
- Essaoudi, Ilias (* 1989), deutscher Boxer
- Essawi, Ali al- (* 1966), libyscher Politiker und Diplomat
- Essayah, Salem Rijaj (* 1998), libysche Leichtathletin
- Essayah, Sari (* 1967), finnische Leichtathletin und Politikerin, Mitglied des Reichstags, MdEP und Ministerin
- Essayan, Cesar (* 1962), libanesischer römisch-katholischer Ordensgeistlicher, Apostolischer Vikar von Beirut
- Essayi, Anass (* 2001), marokkanischer Mittelstreckenläufer

### Essb
- Eßbach, Gerhard (1942–2019), deutscher Posaunist und Hochschullehrer
- Eßbach, Hasso (1909–1992), deutscher Pathologe und Gründungsrektor der Medizinischen Akademie Magdeburg
- Eßbach, Wolfgang (* 1944), deutscher Soziologe und Hochschullehrer
- Essbaum, Jill Alexander (* 1971), US-amerikanische Autorin
- Essberger, John T. (1886–1959), deutscher Reeder
- Essberger, Ruprecht (1923–2005), deutscher Regisseur und Fernsehautor

### Essc
- Esschen, Johannes van († 1523), erster Märtyrer der Reformation

### Esse
- Esse, Karl (1808–1874), Verwaltungsdirektor der Charite in Berlin sowie vortragender Rat in dem preußischen Ministerium der geistlichen, Unterrichts- und Medizinalangelegenheiten
- Essebsi, Beji Caid (1926–2019), tunesischer PolitikerBeji Caid Essebsi (1926–2019)

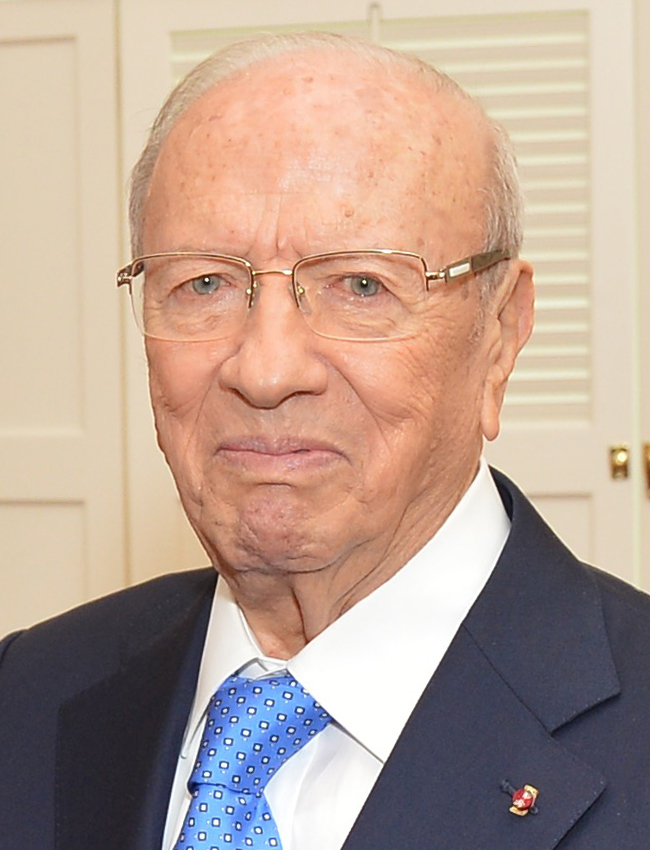
Beji Caid Essebsi (1926–2019)

- Essebua, Nino (* 1984), georgische Tennisspielerin
- Essed, Philomena (* 1955), niederländische Soziologin
- Essediri, Karim (* 1979), französisch-tunesischer Fußballspieler
- Esseen, Carl-Gustav (1918–2001), schwedischer Mathematiker
- Esseiva, Claudine (* 1978), Schweizer Politikerin (FDP)
- Essek, Adolf (1883–1959), deutscher Bühnenschauspieler, Filmaufnahmeleiter und Produktionsleiter
- Essek, Paul (1875–1948), deutsch-schweizerischer Bratschist und Komponist
- Essek, Rudolf (1882–1941), deutscher Film- und Theater-Schauspieler
- Essel, Aaron (* 2005), ghanaischer Fußballspieler
- Essel, Benjamin (* 1995), ghanaischer Fußballspieler
- Essel, Ernst (1911–1984), österreichischer Schauspieler bei Bühne und Fernsehen
- Essel, Franz (1909–1973), österreichischer Film- und Theaterschauspieler, Theaterregisseur, Spielleiter und Hörspielsprecher
- Esselbach, Doris (1808–1869), deutsche Gastronomin
- Esselbach, Ernst (1832–1864), deutscher Physiker
- Esselborn, Hans (* 1941), deutscher Germanist
- Esselborn, Karl (1879–1940), deutscher Bibliothekar und Heimatforscher
- Esselen, Gustavus John (1888–1952), US-amerikanischer Chemiker
- Esselink, Bert (* 1968), niederländischer Übersetzer und Softwarelokalisierungsspezialist
- Esselink, Elisabeth (* 1965), niederländische Musikerin
- Essell, Eileen (1922–2015), britische Schauspielerin, deren Filmkarriere erst in hohem Alter begannEileen Essell (1922–2015)

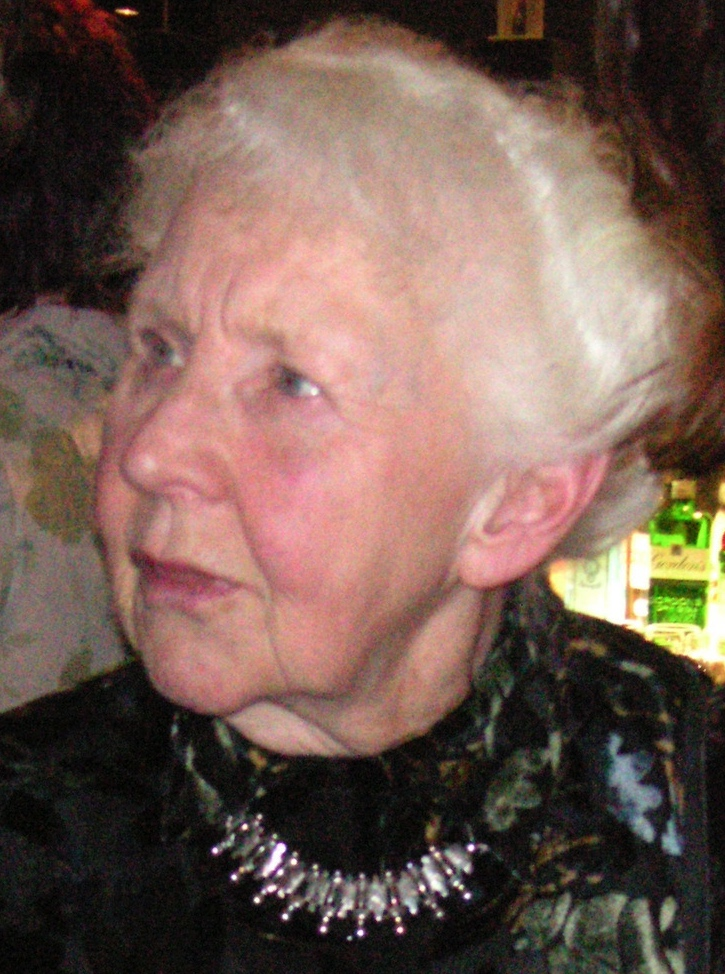
Eileen Essell (1922–2015)

- Essellen, Christian (1824–1859), deutscher Publizist und Revolutionär
- Essellen, Friedrich von (1774–1851), preußischer Landrat des Kreises Soest (1817–1838)
- Essellen, Moritz Friedrich (1796–1882), deutscher Historiker
- Esselmann, Paul (1897–1981), deutscher Chemiker und Manager
- Esselstyn, Caldwell (* 1933), US-amerikanischer Mediziner und OlympiateilnehmerCaldwell Esselstyn (* 1933)

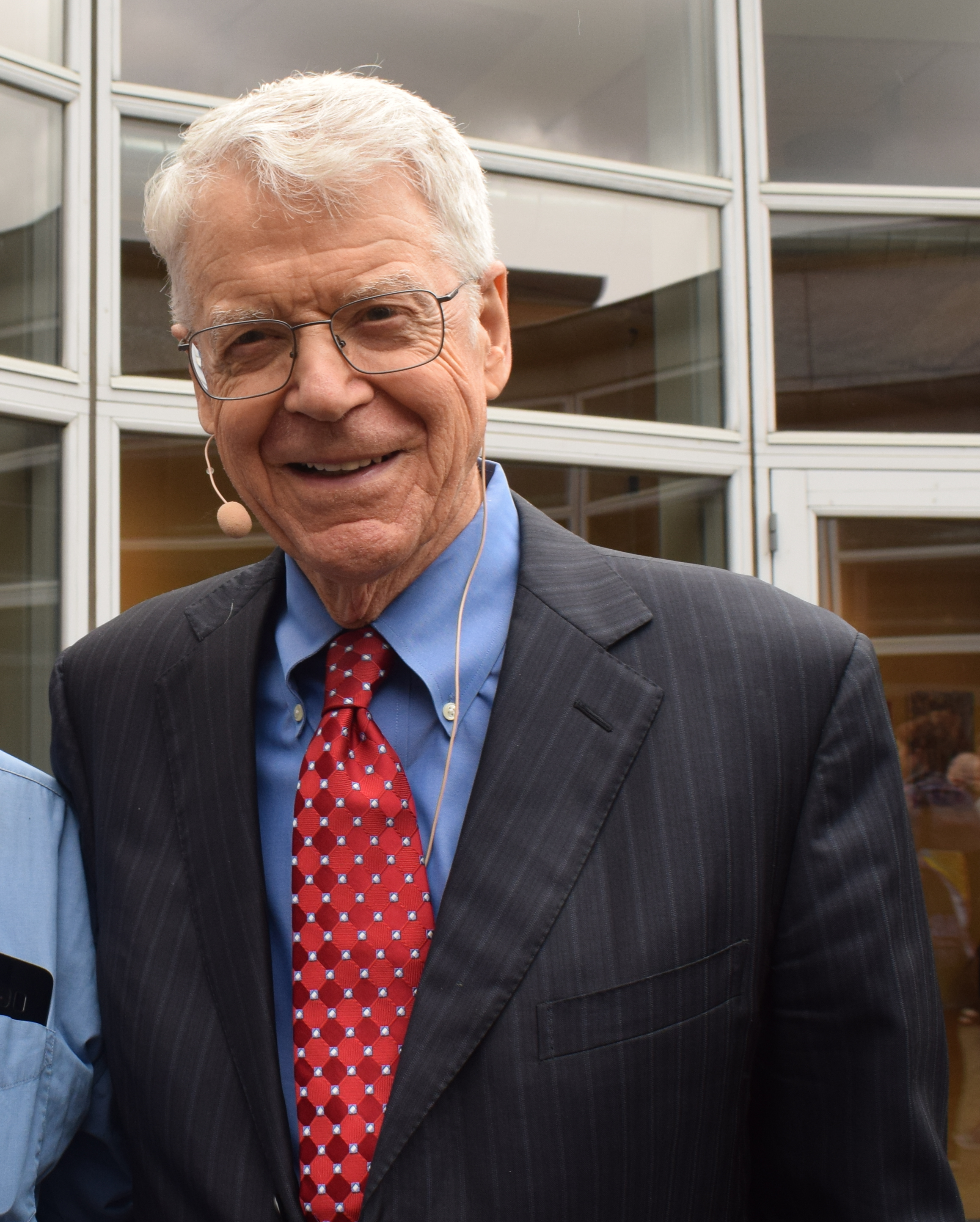
Caldwell Esselstyn (* 1933)

- Essemlali, Lamya (* 1979), französische Umweltschützerin und Antispeziesistin
- Essen, Carel Claudius van (1899–1963), niederländischer Klassischer Archäologe
- Essen, Carl von (1868–1949), schwedischer Politiker
- Essen, Carl von (1940–2021), schwedischer Degenfechter
- Essen, Dieter von (* 1962), deutscher Kommunalpolitiker (CDU), Bürgermeister der Gemeinde Rastede
- Essen, Emanuel Christoph von (1715–1770), Jurist, Hochschullehrer und Syndicus
- Essen, Ernst von (1912–1986), deutscher Politiker (CDU), MdL
- Essen, Frederick (1863–1946), US-amerikanischer Politiker
- Essen, Georg (* 1961), deutscher Theologe
- Essen, Gerard van (1924–1997), niederländischer Schauspieler
- Essen, Gerhard von (1932–2002), deutscher evangelischer Theologe und Politiker (SPD), MdA
- Essen, Gredje von († 1565), Opfer der Hexenverfolgung in Bremen
- Essen, Hans Henrik von (1755–1824), schwedischer Reichsmarschall und Staatsmann
- Essen, Hans-Joachim von (* 1940), deutscher Politiker (CDU), MdVk
- Essen, Henneke von (1561–1631), Bürgermeister in Arnsberg, Opfer eines Hexenprozesses
- Essen, Jac van (1908–1989), niederländischer Philosoph und Psychologe
- Essen, Johannes Cornelis van (1854–1936), niederländischer Tiermaler, Grafiker, Illustrator, Radierer und Lithograf
- Essen, Jörg van (* 1947), deutscher Politiker (FDP), MdB
- Eßen, Judith von (1924–2004), deutsche Bildhauerin
- Essen, Karl Theophil von (1846–1932), deutsch-baltischer Eisenbahningenieur und Unternehmer
- Essen, Kevin van (* 1989), niederländischer Fußballspieler
- Essen, Kurt (1904–1993), deutscher evangelisch-lutherischer Theologe
- Essen, Lil von (* 1963), deutsche Sängerin und Schauspielerin
- Essen, Louis (1908–1997), englischer Physiker
- Essen, Magnus von (1796–1869), russischer Zivilgouverneur von Livland
- Essen, Max von (* 1974), US-amerikanischer Musicaldarsteller und Sänger
- Essen, Nicolai von (1885–1945), deutsch-baltischer Offizier (Russland) und Genealoge
- Essen, Nikolai Ottowitsch von (1860–1915), Admiral der kaiserlich-russischen Marine, Marinereformer und Oberbefehlshaber der Baltischen FlotteNikolai Ottowitsch von Essen (1860–1915)

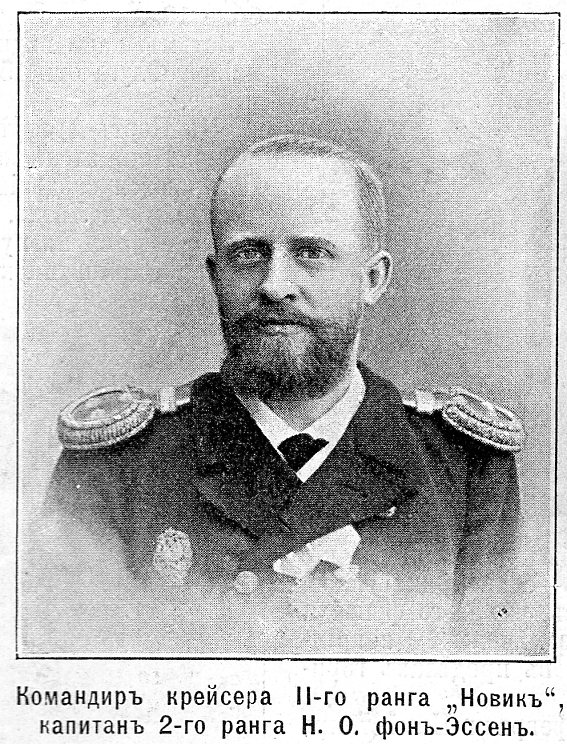
Nikolai Ottowitsch von Essen (1860–1915)

- Essen, Otto von (1898–1983), deutscher Phonetiker
- Essen, Otto Wilhelm von (1761–1834), russischer Zivilgouverneur von Estland
- Essen, Paul von (1886–1933), deutscher Gewerkschafter, Mordopfer der Köpenicker Blutnacht (SPD)
- Essen, Pjotr Kirillowitsch (1772–1844), russischer General, Graf und Staatsmann
- Essen, Reimer von (* 1940), deutscher Jazz-Klarinettist und -Bandleader
- Essen, Reinhold Wilhelm von (1722–1788), russischer Generalleutnant
- Essen, Rob van (* 1963), niederländischer Schriftsteller, Übersetzer und Literaturkritiker
- Essen, Siri von (1850–1912), finnlandschwedische Schauspielerin
- Essen, Werner (1901–1989), deutscher Bevölkerungswissenschaftler und Baltikumspezialist
- Essen-Möller, Elis (1870–1956), schwedischer Mediziner und Professor an der Universität Lund
- Essende, Samuel (* 1998), kongolesischer Fußballspieler
- Essene, Eric J. (1939–2010), US-amerikanischer Geologe und Petrograph
- Essengue, Noa (* 2006), französischer BasketballspielerNoa Essengue (* 2006)

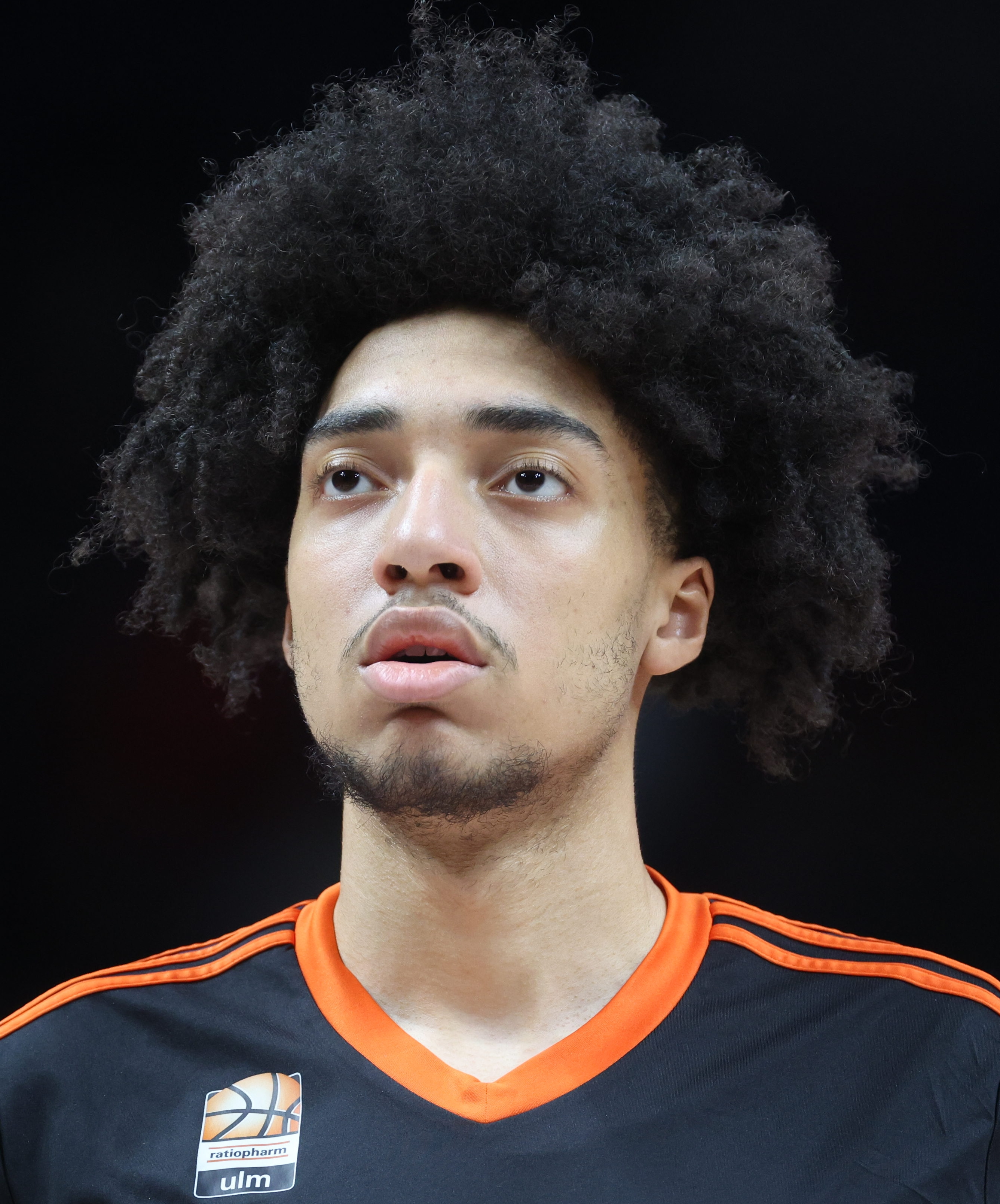
Noa Essengue (* 2006)

- Essenhigh, Inka (* 1969), US-amerikanische Malerin
- Essenhigh, Nigel (* 1944), britischer Admiral
- Essenius, Andreas (1618–1677), niederländischer reformierter Theologe
- Essenius, August Franz († 1758), königlich-polnischer und kurfürstlich-kursächsischer Oberamtmann
- Essenius, August Franz (1724–1792), kursächsischer Legationsrat und Resident in Warschau
- Essenius, Gebhard Johann (1688–1762), deutscher evangelischer Theologe
- Essensa, Bob (* 1965), kanadischer Eishockeytorwart und -trainer
- Essenwein, August (1831–1892), deutscher Architekt, Bauhistoriker und Museumsleiter
- Essenwein, August (1871–1953), deutscher Hofapotheker und Bezirksfeuerwehrvertreter
- Esser Mittag, Judith (1921–2020), deutsche Gynäkologin
- Esser, Albert (1885–1972), deutscher Mediziner, Augenarzt und Medizinhistoriker
- Eßer, Aletta (1934–1990), deutsche Schriftstellerin
- Eßer, Ambrosius (1932–2010), deutscher Dominikaner und Kirchenhistoriker
- Esser, Andrea Marlen (* 1963), deutsche Philosophin und Hochschullehrerin
- Esser, Anna (1850–1932), deutsch-österreichische Schriftstellerin
- Esser, Barbara (1902–1952), deutsche Handwerkerin und Politikerin (KPD), MdR
- Esser, Barbara (* 1951), deutsche Theaterregisseurin
- Esser, Barbara (* 1953), deutsche Inlineskaterin
- Esser, Bernd (* 1968), deutscher Countertenor und Mitglied des A-Cappella-Ensembles Six Pack
- Esser, Carl (1861–1929), deutscher Bildhauer
- Esser, Carl (1874–1939), deutscher Verlagsdirektor
- Esser, Carl (1901–1972), deutscher Politiker (CDU)
- Esser, Charlotte, Biologin und Immunologin
- Esser, Christian (* 1973), deutscher Journalist
- Esser, Dick (1918–1979), niederländischer Hockeyspieler
- Esser, Elger (* 1967), deutscher Fotokünstler und Hochschullehrer für Fotografie
- Esser, Ellen (* 1942), deutsche Autorin, Sängerin, Schauspielerin und Hörspielsprecherin
- Esser, Engelbert (1889–1947), deutscher Politiker (KPD), MdR
- Esser, Ernst (1926–2009), deutscher Reiseunternehmer
- Esser, Erwin (* 1958), deutscher Politiker (SPD)
- Esser, Franz (1900–1982), deutscher Fußballspieler
- Esser, Franz (1908–1966), deutscher Geistlicher, Bischof von Keimoes in Südafrika
- Esser, Franz Joseph (1891–1964), deutscher Maler, Aquarellist, Karikaturist, Zeichner, Illustrator und Grafiker
- Esser, Friedrich Hubert (* 1959), deutscher Präsident des Bundesinstituts für Berufsbildung
- Esser, Fritz, österreichischer Skispringer
- Esser, Fritz (1886–1961), deutscher Politiker (SPD, KPD), MdHB, MdR
- Esser, Fritz (1914–1978), deutscher Politiker (SPD), MdL
- Esser, Georg (1928–2020), deutscher Maler und Graphiker
- Esser, Gerd (* 1942), deutscher Ökologe und Universitätsprofessor
- Esser, Gerhard (1860–1923), deutscher Geistlicher und Hochschullehrer
- Eßer, Günter (* 1949), deutscher alt-katholischer Theologe
- Esser, Günter (* 1950), deutscher Psychologe
- Esser, Hannes (1920–2007), deutscher Maler, Bildhauer und Keramiker
- Esser, Hans (1909–1988), deutscher Fechter
- Esser, Hans Martin (* 1978), deutscher polemischer Publizist und Essayist
- Esser, Hartmut (* 1943), deutscher Sozialwissenschaftler
- Esser, Heike (* 1973), deutsche Schwimmerin
- Esser, Heinrich (1818–1872), deutsch-österreichischer Komponist
- Esser, Heinz-Wilhelm (* 1974), deutscher Facharzt, Fernseh- und Radiomoderator, Autor, Unternehmer und MusikerHeinz-Wilhelm Esser (* 1974)

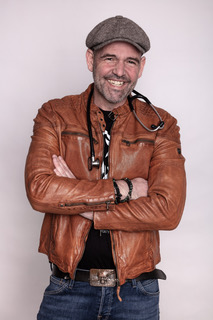
Heinz-Wilhelm Esser (* 1974)

- Esser, Heribert (* 1929), deutscher Dirigent und Hochschullehrer
- Esser, Hermann (1840–1898), deutscher Maschinenbauingenieur und Eisenbahnexperte
- Esser, Hermann (1900–1981), deutscher Politiker (USPD, NSDAP), MdRHermann Esser (1900–1981)

Hermann Esser (1900–1981)

- Esser, Hermann Josef (1850–1926), deutscher Ordensgeistlicher
- Esser, Hermin (1928–2009), deutscher Opernsänger (Tenor)
- Esser, Hubert Jacob (1843–1925), deutscher Hochschullehrer und Politiker (NLP), MdR
- Eßer, Jakob (1901–1969), deutscher Kommunalpolitiker (SPD), Bürgermeister von Hürth
- Esser, Jens (* 1971), deutscher Käferforscher, Taxonom und Naturschützer
- Esser, Jochen (* 1951), deutscher Politiker (Bündnis 90/Die Grünen), MdA
- Esser, Johann (1896–1971), deutscher Dichter und Gewerkschafter
- Esser, Johannes (1877–1946), niederländischer Arzt, Schachmeister und Kunstsammler
- Esser, Josef (1910–1999), deutscher Rechtswissenschaftler
- Esser, Josef (1943–2010), deutscher Politikwissenschaftler
- Esser, Jürgen (* 1947), deutscher Anglist, Sprachwissenschaftler und Hochschullehrer
- Eßer, Kajetan (1913–1978), deutscher Franziskaner, Historiker und Franziskus-Forscher
- Esser, Karl (1924–2019), deutscher Botaniker und Professor an der Ruhr-Universität Bochum
- Eßer, Karl (1929–1994), deutscher Politiker (CDU)
- Esser, Karl Heinz (1912–1999), deutscher Kunsthistoriker
- Eßer, Klaus (1940–2014), deutscher Politik- und Wirtschaftswissenschaftler und Autor
- Esser, Klaus (* 1947), deutscher Jurist und Manager, letzter Vorstandsvorsitzender von Mannesmann
- Esser, Klaus (* 1958), deutscher Heilpädagoge
- Esser, Klaus (* 1981), deutscher Politiker (AfD), MdL
- Eßer, Laura (* 1993), deutsche Fußballspielerin
- Esser, Leo (* 1907), deutscher Wasserspringer
- Esser, Manfred (1938–1995), deutscher Schriftsteller
- Eßer, Marco (* 1996), deutscher Synchronsprecher
- Esser, Markus (* 1980), deutscher Hammerwerfer
- Esser, Marlene, deutsche Fernsehmoderatorin und Autorin
- Eßer, Martina (* 1960), deutsche SportmoderatorinMartina Eßer (* 1960)

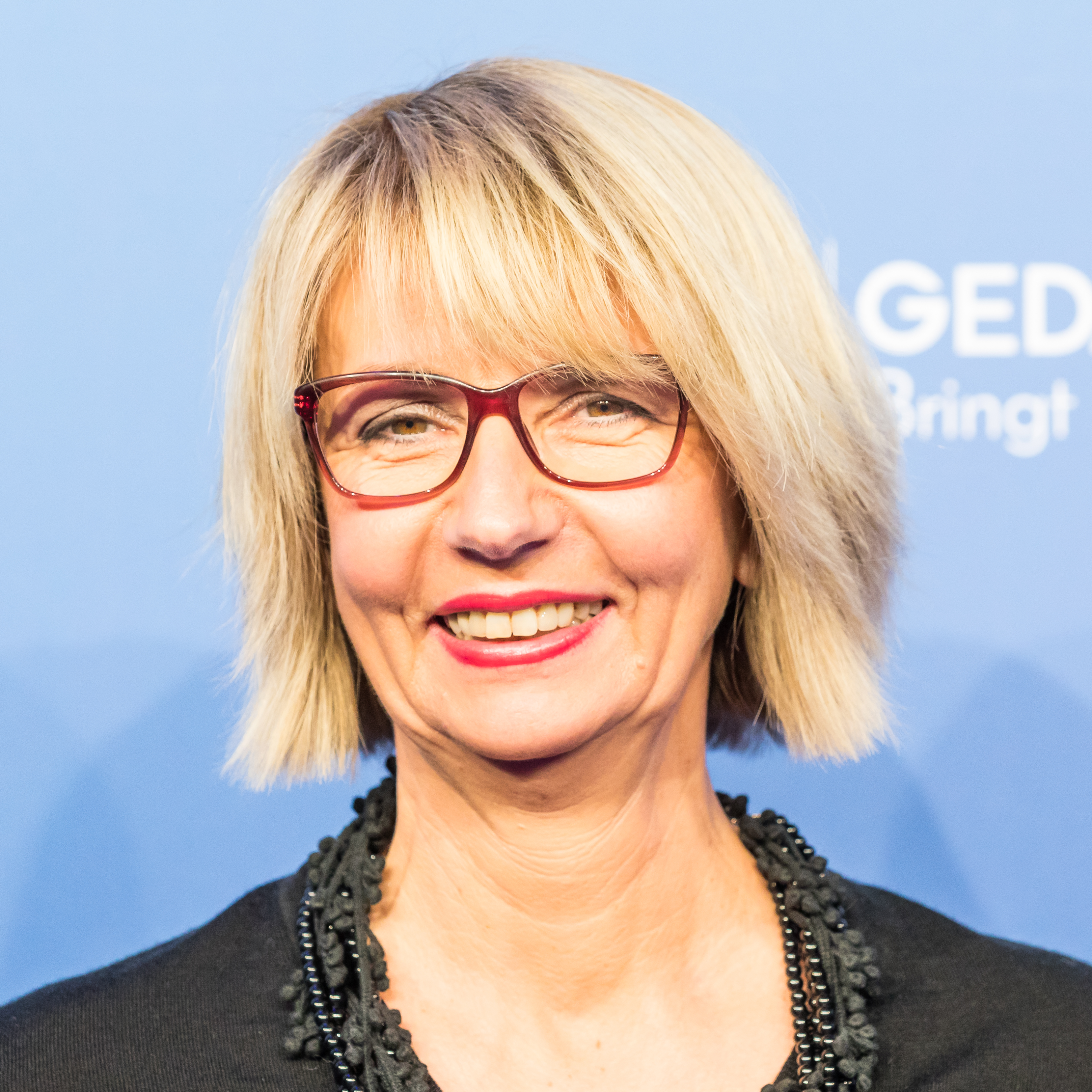
Martina Eßer (* 1960)

- Esser, Marvin (* 1994), deutscher Fußballspieler
- Esser, Max (1885–1945), deutscher Bildhauer, Medailleur und Porzellanbildner
- Esser, Michael (1955–2022), deutscher Künstler und Autor
- Esser, Michael (* 1987), deutscher Fußballspieler
- Esser, Michael W. (* 1959), deutscher Autor, Medienwissenschaftler und Produzent
- Esser, Otto (1917–2004), deutscher Arbeitgeberpräsident
- Esser, Paul (1913–1988), deutscher Theater- und Filmschauspieler sowie Synchronsprecher
- Eßer, Paul (1939–2020), deutscher Schriftsteller
- Esser, Peter (1886–1970), deutscher Schauspieler
- Esser, Pierre (* 1970), deutscher Fußballtorhüter
- Esser, Rainer (* 1957), deutscher Journalist, Jurist und Medienmanager
- Eßer, Raingard (* 1962), deutsche Historikerin
- Esser, Reiner Joseph (1747–1834), deutscher Verwaltungsjurist
- Esser, Robert (* 1970), deutscher Rechtswissenschaftler und Hochschullehrer
- Esser, Roswitha (* 1941), deutsche Kanutin
- Esser, Sarah (* 1977), deutsche Bildhauerin und Zeichnerin
- Esser, Sebastian (* 1976), deutscher Journalist und Unternehmer
- Esser, Stefan (* 1947), deutscher Journalist, Buchautor und Ghostwriter
- Esser, Stefan (* 1966), deutscher Komponist, Musiker und Pädagoge
- Esser, Theodor (1868–1937), deutscher Maler
- Esser, Theodor (1899–1977), deutscher Politiker (CDU), MdL
- Eßer, Thomas (1870–1948), deutscher Herausgeber und Politiker (Zentrum), MdRThomas Eßer (1870–1948)

Thomas Eßer (1870–1948)

- Eßer, Torsten (* 1966), deutscher Autor und Journalist
- Esser, Trude (1925–2015), deutsche Bildhauerin
- Esser, Walter (* 1944), deutscher Politiker (CDU), Bürgermeister der Stadt Niederkassel
- Esser, Werner (* 1949), deutscher Germanist, Reformpädagoge, Schulentwickler und Hochschullehrer
- Eßer, Wilfried (* 1944), deutscher Maler
- Esser, Wilhelm (1798–1854), deutscher Philosoph und Hochschullehrer
- Esser, Wilhelm (1878–1932), deutscher Metallurg und Manager der Stahlindustrie
- Esser, Wilhelm (1907–1995), deutscher Politiker (SPD), MdL
- Esser, Wolfgang (* 1952), deutscher Basketballtrainer
- Eßer, Wolfgang (* 1954), deutscher Zahnarzt und Verbandsfunktionär (Vorsitzender des Vorstandes der Kassenzahnärztlichen Bundesvereinigung)
- Esser, Wolfgang Gerold (1934–2021), deutscher römisch-katholischer Religionspädagoge
- Esser, Wolfram (1934–1993), deutscher Journalist und Moderator
- Essers, Bernard (1893–1945), niederländischer Grafiker, Radierer und Holzschneider
- Essers, Ilse (1898–1994), deutsche Ingenieurin
- Essers, Ulf (1930–2023), deutscher Ingenieur und Hochschullehrer
- Essewich, Melchior (1786–1872), deutscher Kaufmann und Politiker
- Essex, Avery Tiiu (* 2011), US-amerikanische Schauspielerin
- Essex, David (* 1947), britischer Sänger und Schauspieler
- Essex, Geoffrey FitzGeoffrey de Mandeville, 2. Earl of († 1216), englischer Adliger und Rebell
- Essex, Harry (1910–1997), US-amerikanischer Drehbuchautor und Filmregisseur
- Essex, Mark (1949–1973), US-amerikanischer Serienmörder
- Essex, Max (* 1939), US-amerikanischer Mediziner und Virologe
- Essex, Paul W., US-amerikanischer Offizier, Generalmajor der US Air Force

### Essf
- Essfeld, Alexander (1874–1939), deutscher Marinemaler der Düsseldorfer Schule
- Eßfeld, Dieter (* 1950), deutscher Sportmediziner, Sportwissenschaftler, Hochschullehrer

### Essi
- Essich, Jacob (1657–1705), deutscher Jurist
- Essick, Peter, US-amerikanischer Fotograf
- Essid, Habib (* 1949), parteiloser tunesischer Ökonom und Politiker
- Essiedu, Paapa (* 1990), britischer SchauspielerPaapa Essiedu (* 1990)

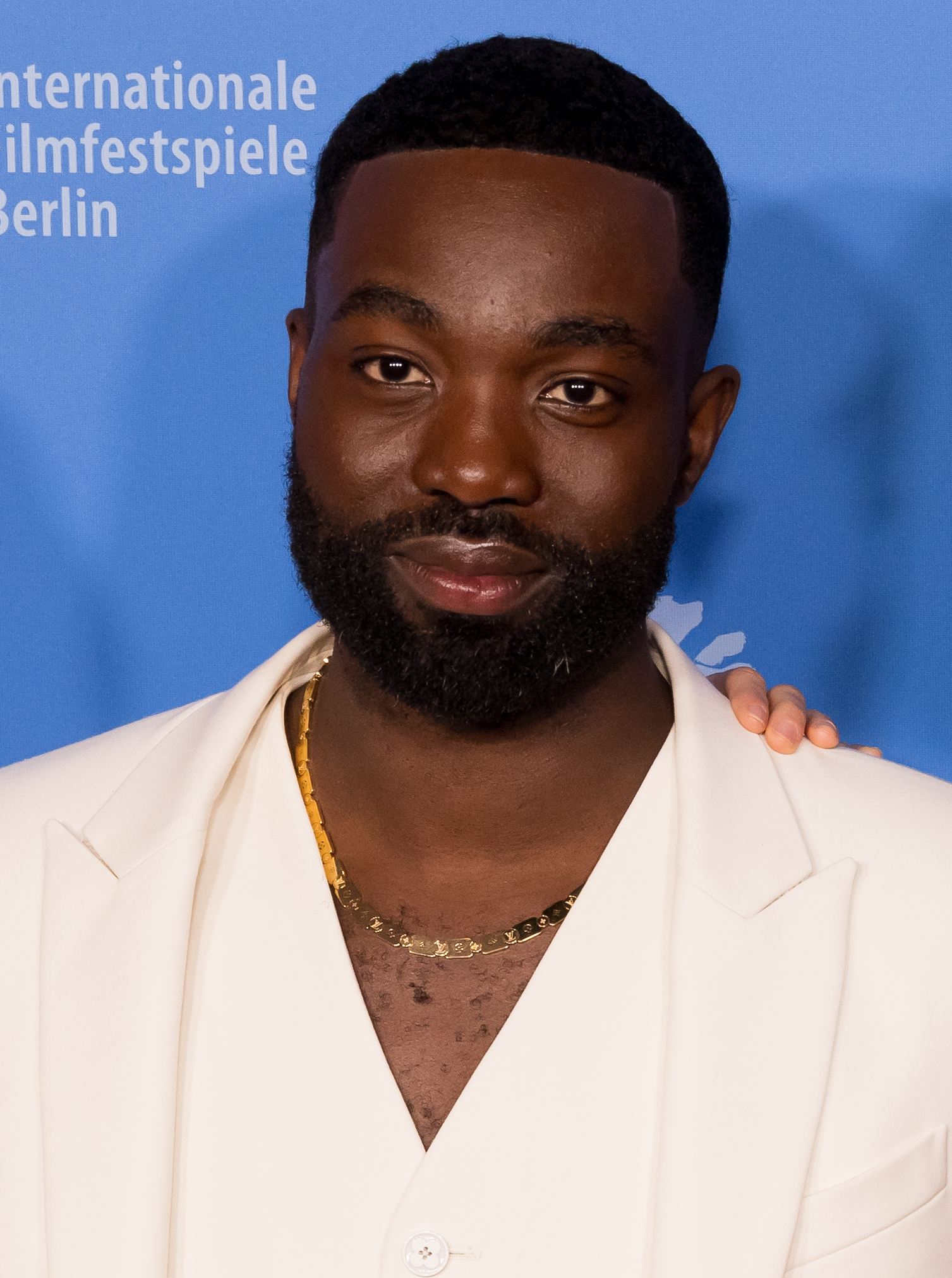
Paapa Essiedu (* 1990)

- Essien, Joseph Kweku (* 1945), ghanaischer Geistlicher, römisch-katholischer Bischof von Wiawso
- Essien, Kweku (* 1984), ghanaischer Fußballspieler
- Essien, Loick (* 1990), britischer Pop- und R&B-Musiker
- Essien, Michael (* 1982), ghanaischer Fußballspieler und -trainerMichael Essien (* 1982)

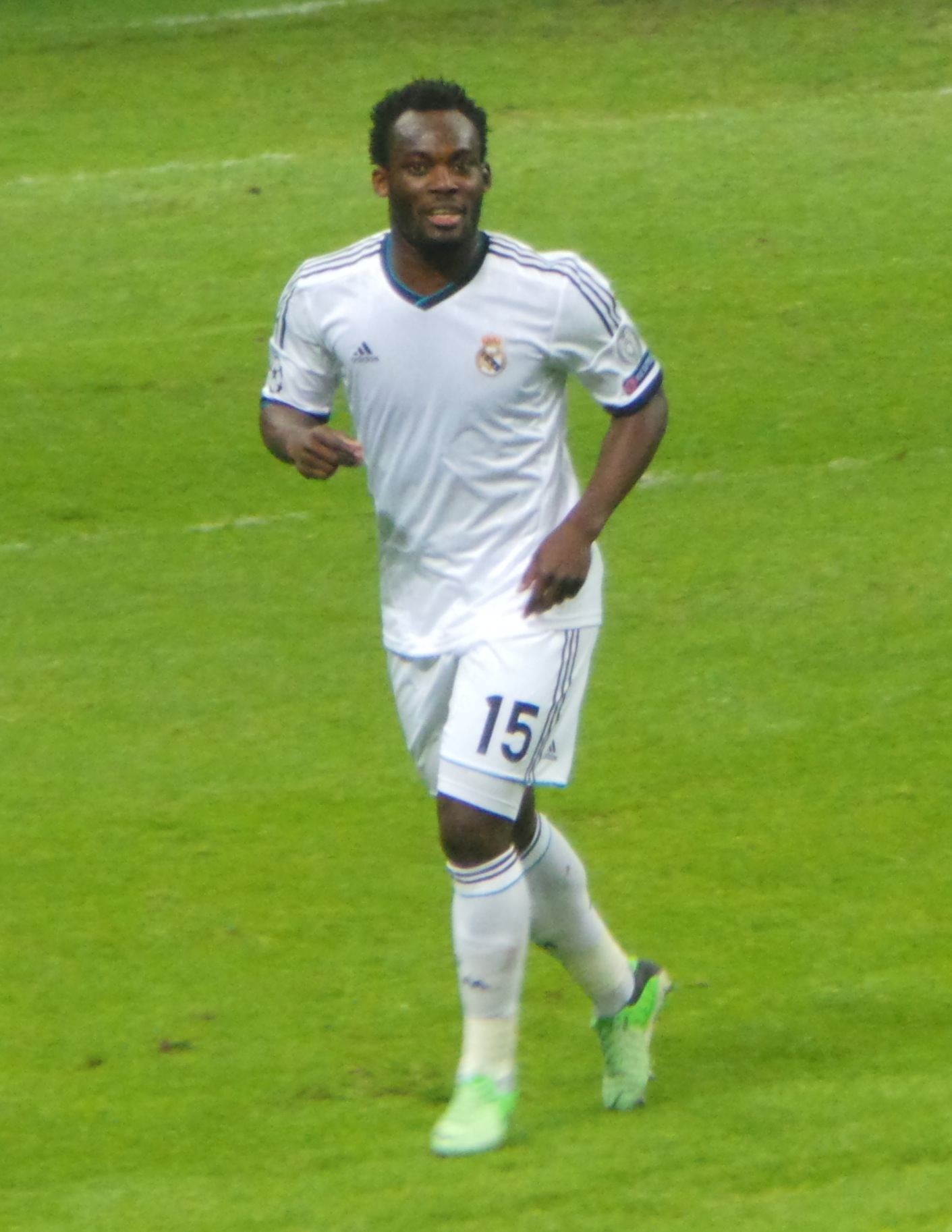
Michael Essien (* 1982)

- Essien-Udom, Essien Udosen (1928–2002), nigerianischer Politikwissenschaftler, Soziologe und Historiker
- Essiet, Essiet Okon (* 1959), amerikanischer Bassist des Modern Jazz
- Essig, Christian (* 1986), deutscher Fußballspieler
- Essig, Edward Oliver (1884–1964), US-amerikanischer Entomologe und Botaniker
- Essig, Gustav (1880–1962), deutscher Maler
- Essig, Heinrich (1808–1887), deutscher Hundezüchter
- Essig, Hermann (1878–1918), deutscher Dramatiker, Erzähler und Lyriker
- Essig, Karl (1871–1947), deutscher Oberamtmann
- Essig, Karl Heinz (1935–2021), deutscher Maler und Grafiker
- Eßig, Michael (* 1968), deutscher Logistikprofessor
- Essig, Olga (1884–1965), deutsche Berufspädagogin und Schulreformerin
- Essig, Rolf-Bernhard (* 1963), deutscher Autor, Literaturkritiker, Moderator und DozentRolf-Bernhard Essig (* 1963)

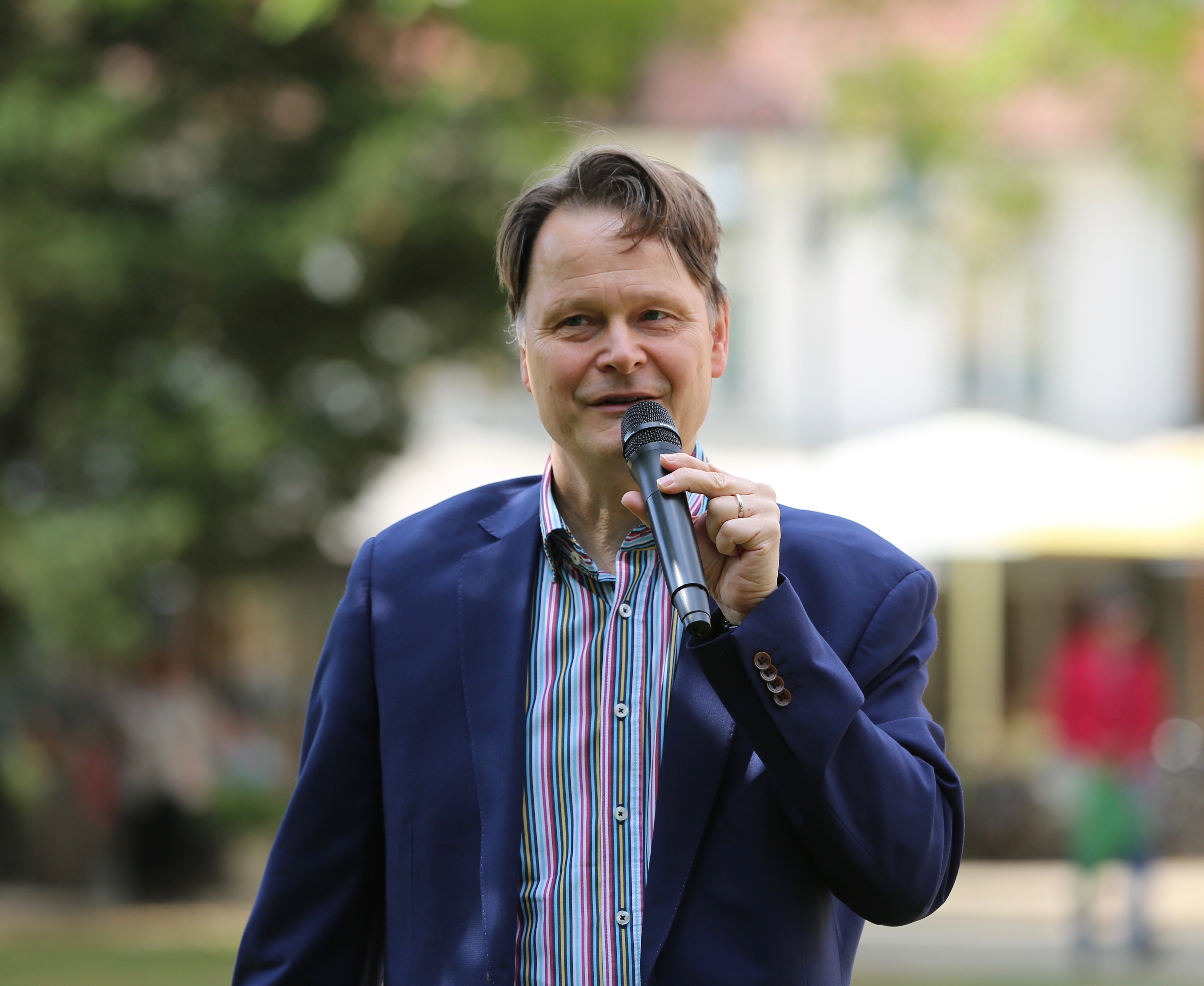
Rolf-Bernhard Essig (* 1963)

- Essig, Rouven, südafrikanischer Physiker
- Essigbeck, Steffen (* 1985), deutscher Schauspieler
- Essigmann, Alois (1878–1937), österreichischer Schriftsteller
- Essing, Arthur (1905–1970), deutscher Radrennfahrer
- Essinger, Anna (1879–1960), deutsche Pädagogin
- Essinger, Ludwig (1881–1942), deutscher Arzt jüdischen Glaubens

### Essl
- Essl, Erwin (1910–2001), deutscher Gewerkschafter und Politiker (SPD), MdL Bayern
- Eßl, Franz (* 1957), österreichischer Bauer und Politiker (ÖVP), Abgeordneter zum Nationalrat
- Essl, Franz (* 1973), österreichischer Ökologe
- Essl, Georg (* 1972), österreichischer Informatiker und Mobilkunstpionier
- Essl, Georg I. (1861–1940), österreichischer Kaufmann, Unternehmer und Sammler
- Essl, Georg III. (1931–2022), österreichischer Unternehmer und Erfinder
- Essl, Karlheinz junior (* 1960), österreichischer Komponist, Klangkünstler und Elektronik-Performer
- Essl, Karlheinz senior (* 1939), österreichischer Unternehmer und Kunstsammler
- Essl, Lukas (1965–2019), österreichischer Politiker (FPÖ bzw. FPS), Landtagsabgeordneter in Salzburg
- Essl, Martin (* 1962), österreichischer Unternehmer und Vorstandsvorsitzender der bauMax AG
- Eßl, Michaela (* 1988), österreichische Skibergsteigerin
- Essl, Robert (1980–2019), österreichischer Fotograf
- Essl, Stefan (* 1971), deutscher Filmeditor
- Eßlair, Ferdinand (1772–1840), österreichisch-deutscher Schauspieler und Theaterregisseur
- Esslemont, George Birnie (1860–1917), schottischer Politiker, Mitglied des House of Commons
- Esslemont, John (1874–1925), britischer Autor
- Eßlen, Joseph (1879–1935), deutscher Nationalökonom
- Essler, Alfred (1929–2013), deutscher Bildhauer und Keramiker
- Essler, Fred (1895–1973), österreichisch-amerikanischer Bühnen- und Filmschauspieler und Theaterregisseur
- Essler, Rudolf (1935–2011), deutscher Wissenschaftler und Politiker (CDU der DDR), MdVK
- Essler, Wilhelm K. (* 1940), deutscher Philosoph
- Esslin, Martin (1918–2002), britischer Theaterwissenschaftler
- Eßling, Paul (1940–1982), deutscher Ofensetzer, mutmaßlicher „Honecker-Attentäter“
- Esslinger, Astrid (* 1958), österreichische Künstlerin
- Esslinger, Bernhard, deutscher Hochschullehrer und Kryptologe
- Esslinger, Detlef (* 1964), deutscher Journalist
- Eßlinger, Franz Xaver (* 1859), deutscher Brauereibesitzer und Politiker (BBB), MdR
- Eßlinger, Georg (1560–1622), württembergischer Landprokurator
- Esslinger, Hartmut (* 1944), deutschamerikanischer Produktdesigner
- Eßlinger, Maria (1913–2009), deutsche Luftfahrtingenieurin
- Esslinger, Tilman (* 1965), deutscher Physiker

### Essm
- Essman, Susie (* 1955), US-amerikanische Schauspielerin und Komikerin
- Eßmann, Heinz Dieter (* 1938), deutscher Politiker (CDU), MdB
- Essmann, Kevin (* 1991), österreichischer Eishockeyspieler
- Essmann, Theres (* 1967), deutsche Autorin
- Eßmüller, Ilka (* 1964), deutsche Journalistin und FernsehmoderatorinIlka Eßmüller (* 1964)

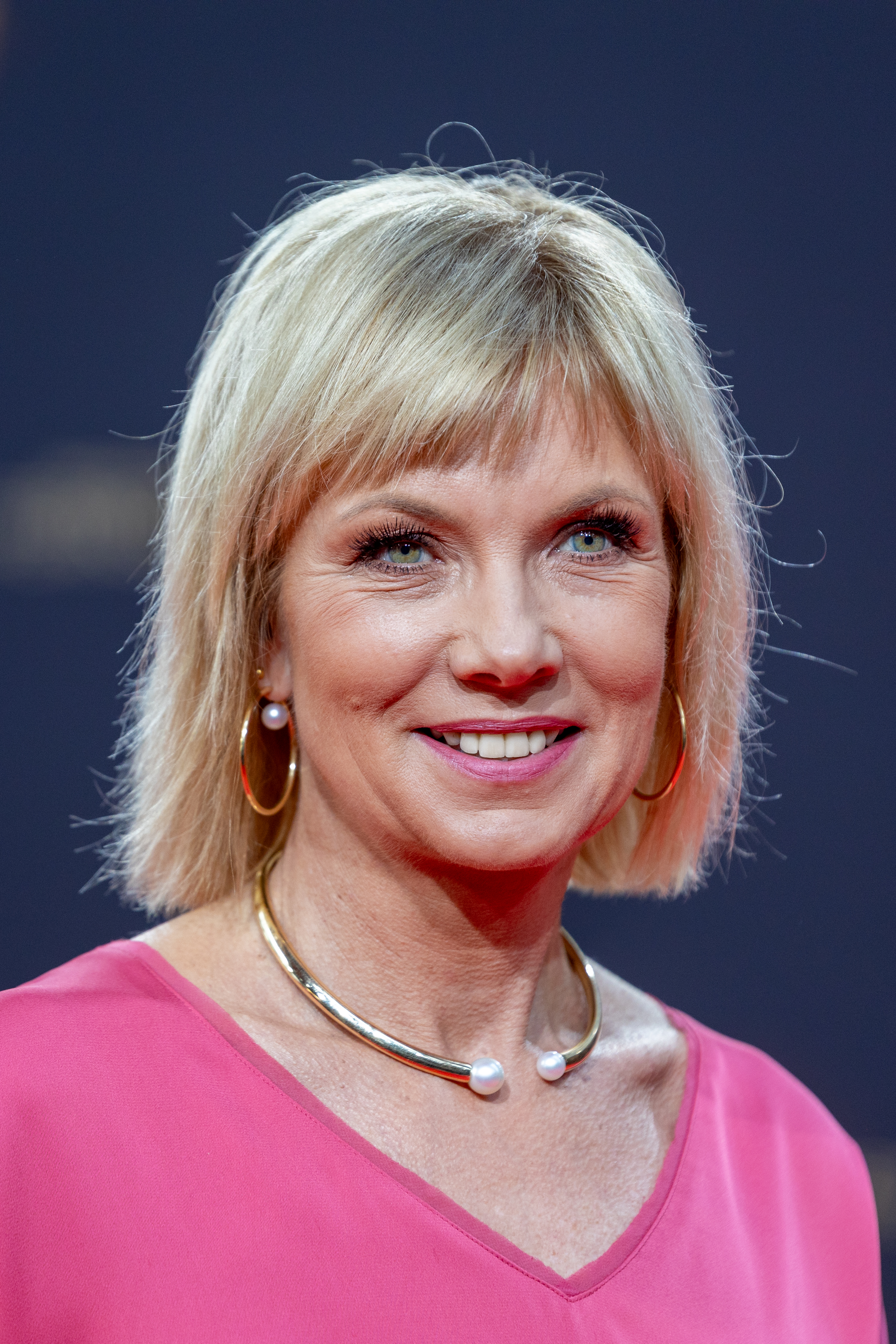
Ilka Eßmüller (* 1964)

### Essn
- Essner, Cornelia (* 1954), deutsche Historikerin

### Esso
- Esso († 879), Bischof von Chur
- Essoe, Alex (* 1992), kanadische Schauspielerin
- Essoh, Jeanne (* 1990), ivorische Fußballspielerin und ehemalige Basketballspielerin
- Essom, Walter (1895–1966), englischer Fußballspieler
- Essomba, Thomas (* 1987), kamerunisch-britischer Boxer
- Essomba, Titi (* 1986), kamerunischer Fußballspieler
- Essombe, Estha (* 1963), französische Judoka
- Essombé, Marcel (* 1988), kamerunischer Fußballspieler
- Esson, Katja (* 1966), deutsche Dokumentarfilmerin und Autorin
- Esson, Victoria (* 1991), neuseeländische Fußballspielerin
- Esson, William (1838–1916), britischer Mathematiker

### Essr
- Essrayri, Youssef (* 1977), tunesischer Fußballschiedsrichter

### Essu
- Essugo, Dário (* 2005), portugiesischer Fußballspieler
- Essuman, Mustapha (* 1983), ghanaischer Fußballspieler

### Essw
- Esswein, Alexander (* 1990), deutscher FußballspielerAlexander Esswein (* 1990)

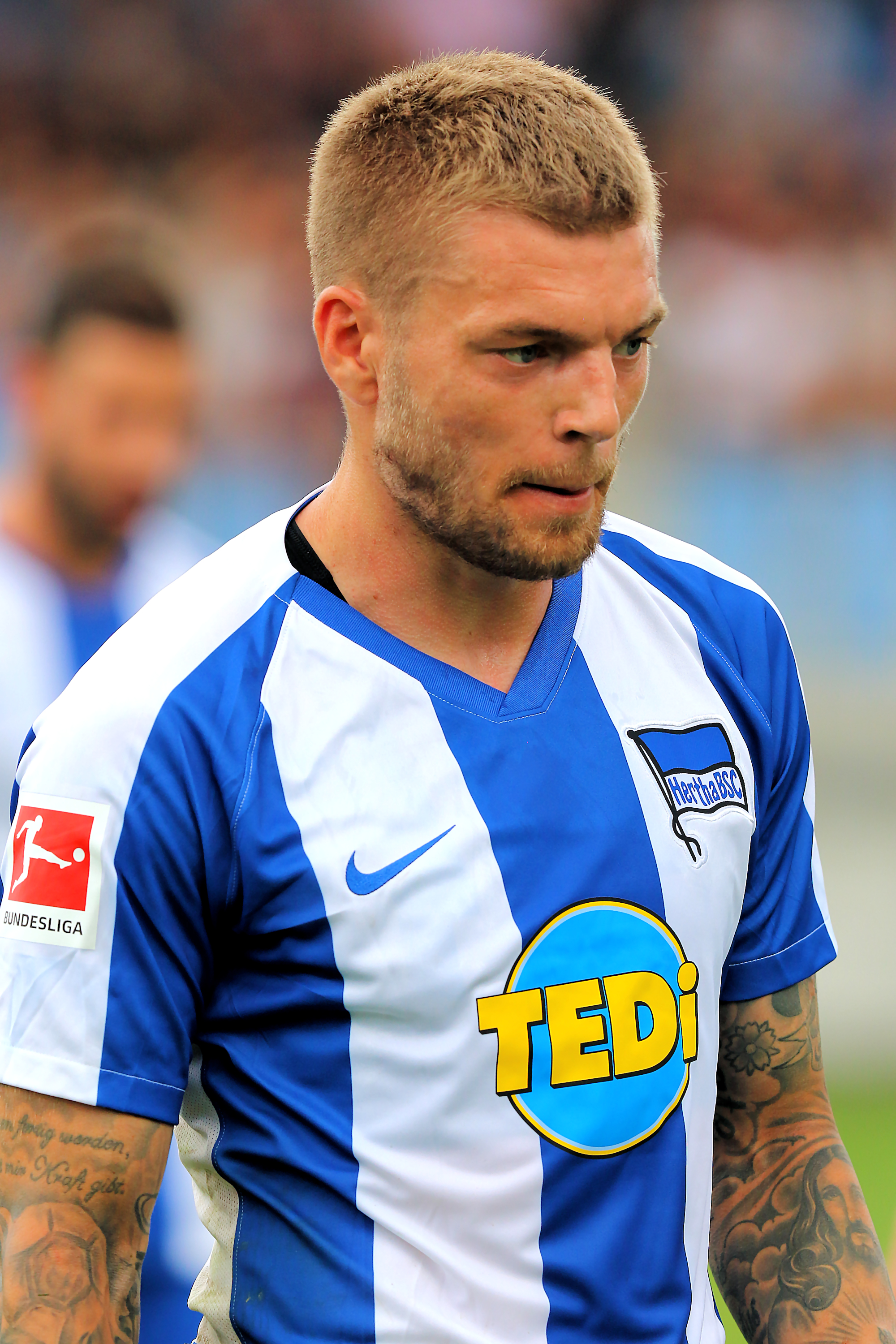
Alexander Esswein (* 1990)

- Eßwein, Hermann (1877–1934), deutscher Autor und Übersetzer
- Esswein, Werner (* 1955), deutscher Wirtschaftsinformatiker
- Esswood, Paul (* 1942), englischer Sänger (Countertenor) und Dirigent

### Essy
- Essy, Amara (1944–2025), ivorischer Politiker, Präsident der 49. UN-Generalversammlung